# Tympanometrie

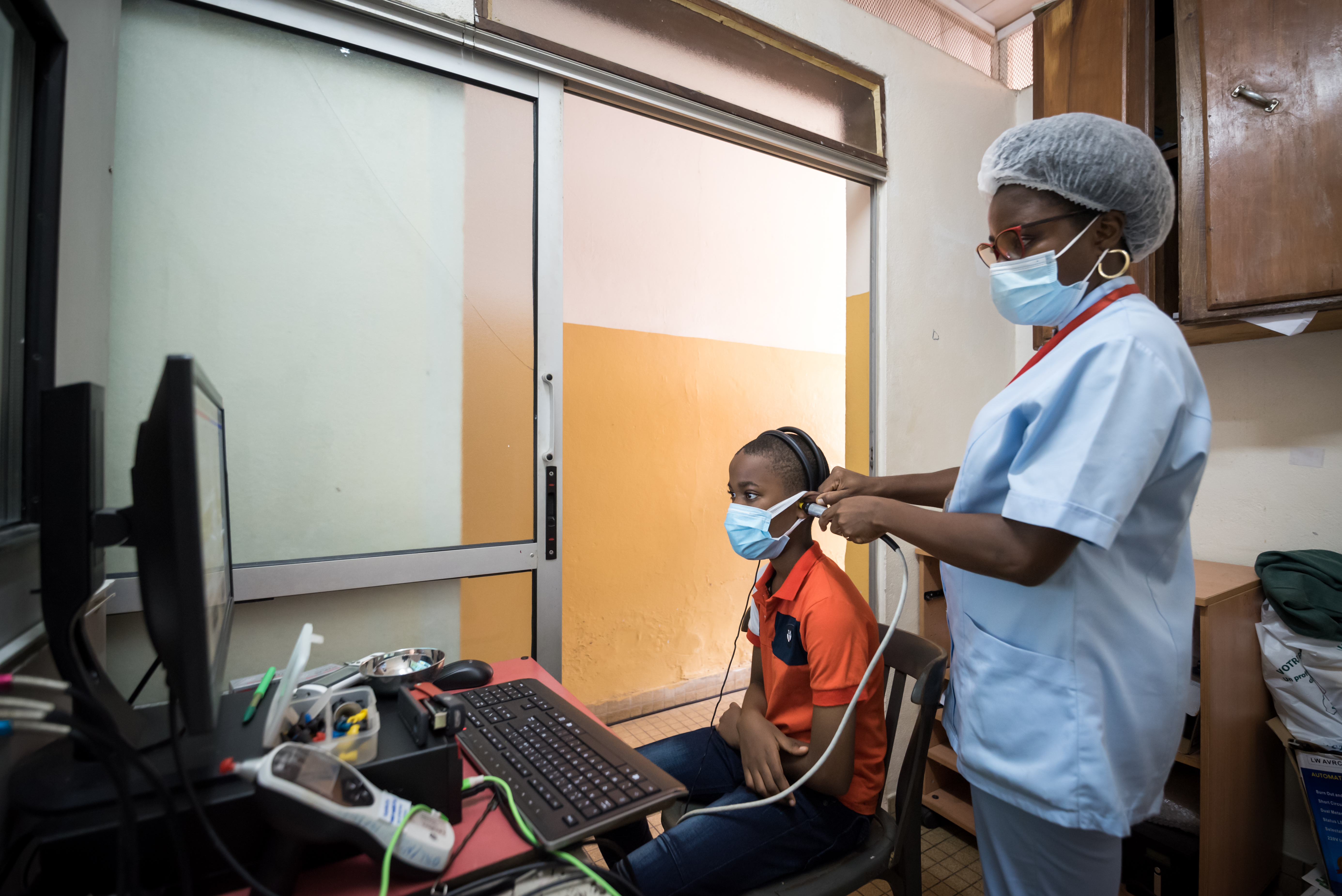
Tympanometrie

Tympanometrie je vyšetření používané k testování funkce středního ucha a mobility bubínku a kůstek středního ucha změnou tlaku vzduchu v ušním kanálku.
Tympanometrie je objektivní vyšetřovací metoda funkcí středního ucha. Nejde přímo o test sluchu, jako spíše o měření přenosu energie středním uchem. Test nelze použít k hodnocení citlivosti sluchu, k tomuto slouží audiometrie.
Tympanometrie je složkou audiometrického vyšetření (vyšetření sluchu). Při hodnocení ztráty sluchu pomáhá tympanometrie rozlišit mezi poruchou sluchu zapříčiněnou poškozením převodního systému a poškozením senzorineurálním, zejména tam, kde nelze hodnotit Weberovu ani Rinného zkoušku. Kromě toho může být tympanometrie v primární péči nápomocná při diagnostice zánětu středního ucha (otitis media) tím, že umožní odhalit přítomnost výpotku ve středoušní dutině.

## Princip
Tón o frekvenci 226Hz je tympanometrem generován přímo do kanálu vnějšího ucha. Zvuk zde rozechvívá bubínek a vzniklé vibrace jsou dále přenášeny do středního ucha a postupně vedou až k uvědomění si slyšeného tónu. Část zvuku se ale odráží zpět a je zachycena přístrojem. Většina středoušních problémů vzniká zvýšením tuhosti středouší, které se projevuje mimo jiné i tím, že se ze středoušní dutiny odráží více zvuku zpět.
Obecným pojmem používaným k popisu toho, kolik energie je přeneseno přes středoušní dutinu, je admitance. Přístroj však měří odražený zvuk a vyjadřuje ho jako admitanci nebo compliance (poddajnost), tyto hodnoty v závislosti na tlaku ve zvukovodu zakresluje jako graf zvaný tympanogram.
Normálně je tlak vzduchu ve zvukovodu stejný jako atmosférický tlak. Dále je za normálních podmínek tlak vzduchu ve středouší zhruba stejný jako tlak atmosférický, protože periodicky se otevírající Eustachova trubice spojuje středoušní dutinu s horními dýchacími cestami a tlaky tak vyrovnává. U zdravých jedinců je maximum energie přeneseno tehdy, je-li okolní tlak vzduchu roven tlaku ve středním uchu.

## Provedení
Nejprve se provede vizuální vyšetření ucha otoskopem pro ujištění, že je typmanometrie proveditelná (bubínek je volný a neperforovaný). Pokud je vyšetření proveditelné, vsune se tympanometrická sonda do zvukovodu. Přístroj mění tlak ve středoušní dutině a generuje čistý tón a přitom měří odpověď bubínku. Grafických výstupů, tympanogramů, je několik typů:
- Tympanogram typu A je považovaný za normu. Ve středním uchu je normální tlak a středoušní kůstky mají normální mobilitu.

- Tympanogramy typu B a C mohou být signálem přítomnosti tekutiny ve středoušní dutině, perforace bubínku, poruchou kontaktu mezi středoušními kůstkami nebo dokonce přítomnosti tumoru ve středoušní dutině.

V protikladu k předchozímu však není tympanometrická křivka dostatečným diagnostickým kritériem, jde pouze o ohraničení možností. Dokonce není ani jasný rozdíl mezi jednotlivými typy tympanogramů.
Pouze měření statické akustické admitance, objemu zvukovodu a tympanometrické křivky porovnané s normou pro určité pohlaví, věk a etnikum může být použito k poněkud přesnější diagnostice patologických procesů ve středoušní dutině, zejména pokud jsou použita i audiometrická data.